# 三宮累
三宮 累（さんのみや るい、1994年8月16日 - ）は、日本出身のラグビーユニオン選手。

## プロフィール
- 東京都出身[1]。
- ポジションはプロップ(PR)。
- 身長 182cm、体重 110kg
- U17関東ブロックトレセンに選ばれたことがある[2]。

## 略歴
父親に近くのラグビースクールの見学に連れて行ってもらったことがラグビーを始めたきっかけである。
2013年、東京高校卒業後、中央大学に入る。
2017年、中央大学卒業後、NTTコミュニケーションズシャイニングアークスに加入。同年9月23日に行われたジャパンラグビートップリーグ第5節豊田自動織機シャトルズ戦に先発出場で公式戦初出場を果たす。
2022年7月、NTT再編に伴う新チーム浦安D-Rocks選手スコッドに選ばれた。
2024年5月、浦安D-Rocksを退団。